# サマンサ・ライリー
サマンサ・ライリー（Samantha Riley、1972年11月13日 - ）は、オーストラリア・クイーンズランド州ブリスベン出身の競泳（平泳ぎ）選手である。アボリジニを祖先に持つ 。

## 参照
- サマンサ・ライリー - Olympedia（英語）

1. ↑  “Indigenous Olympic Medallists”. Australian Sports Commission. 2006年8月21日閲覧。